# Orientation d'aménagement et de programmation
Les orientations d'aménagement et de programmation (OAP) sont des dispositifs d'urbanisme opérationnel apparus en France en 2010 avec la loi Grenelle II et codifiés à l'article L. 151-6 du Code de l'urbanisme.

## Objet
Les OAP sont une des pièces constituant les plans locaux d'urbanisme (PLU) et concernent le même cadre territorial. Ainsi un PLU communal n'inclut que des OAP relatives à l'aménagement de certains quartiers (urbanisation des zones AU, échéancier des équipements publics), tandis qu'un PLU intercommunal (PLUI), peut y ajouter des dispositions sur l'habitat ou les transports lorsque celui-ci intègre le programme local de l'habitat et le plan de déplacement urbain (et est de ce fait un PLUI HD).
Dans le respect du PADD et des documents plus généraux, tels que Schéma de cohérence territoriale (SCoT), chartes de parcs naturels..., elles définissent la gestion de l'espace sur des quartiers à enjeux spécifiques.

## Histoire
Les OAP remplacent les orientations d'aménagement auparavant facultatives créées par la loi Robien en 2003. La jurisprudence en est toutefois encore instable (janvier 2012).

## Nature et contenu
« Les orientations d'aménagement et de programmation comprennent, en cohérence avec le projet d'aménagement et de développement durables, des dispositions portant sur l'aménagement, l'habitat, les transports et les déplacements.
En l'absence de schéma de cohérence territoriale, les orientations d'aménagement et de programmation d'un plan local d'urbanisme élaboré par un établissement public de coopération intercommunale comprennent les dispositions relatives à l'équipement commercial et artisanal mentionnées aux articles L. 141-16 et L. 141-17 »
— Code de l'urbanisme, art. L. 151-6
« Les orientations d'aménagement et de programmation peuvent notamment :
1° Définir les actions et opérations nécessaires pour mettre en valeur l'environnement, notamment les continuités écologiques, les paysages, les entrées de villes et le patrimoine, lutter contre l'insalubrité, permettre le renouvellement urbain,favoriser la densification et assurer le développement de la commune ;
2° Favoriser la mixité fonctionnelle en prévoyant qu'en cas de réalisation d'opérations d'aménagement, de construction ou de réhabilitation un pourcentage de ces opérations est destiné à la réalisation de commerces ;
3° Comporter un échéancier prévisionnel de l'ouverture à l'urbanisation des zones à urbaniser et de la réalisation des équipements correspondants ;
4° Porter sur des quartiers ou des secteurs à mettre en valeur, réhabiliter, restructurer ou aménager ;
5° Prendre la forme de schémas d'aménagement et préciser les principales caractéristiques des voies et espaces publics ;
6° Adapter la délimitation des périmètres, en fonction de la qualité de la desserte, où s'applique le plafonnement à proximité des transports prévu aux articles L. 151-35 et L. 151-36. »
— Code de l'urbanisme, article L.151-7.

Les directives peuvent tenir lieu du programme local de l'habitat défini par les articles L. 302-1 à L. 302-4 du code de la construction et de l'habitation et de plan de déplacements urbains défini par les articles l.1214-1 et suivants du code des transports.
Cependant, lorsqu'un plan local d'urbanisme est établi et approuvé par une commune non membre d'un établissement public de coopération intercommunale, il ne comprend pas les règles, orientations et programmations d'un programme local de l'habitat. Lorsqu'il est établi et approuvé par un établissement public de coopération intercommunale qui n'est pas autorité compétente pour l'organisation des transports urbains, il ne comprend pas les règles, orientations et programmations du plan de déplacements urbains.